# Ахметов, Абдулла Шангареевич
Абдулла Шангареевич Ахметов (2 мая 1918 — 25 ноября 1995) — участник Великой Отечественной войны, командир телефонного отделения 1449-й отдельной роты связи 31-й стрелковой дивизии 46-й армии 3-го Украинского фронта, старший сержант.
Герой Советского Союза (22.02.1944), старший лейтенант запаса с сентября 1945 года.

## Биография
Родился 2 мая 1918 года в деревне Юмагузино ныне Стерлибашевского района Башкирии. Башкир. Член ВКП(б) с 1943 года. Окончил 7 классов и курсы подготовки учителей. До призыва в армию работал в колхозе «Урал», затем учителем Айтугановской начальной школы в Стерлибашевском районе.
В октябре 1938 года призван в Красную армию Стерлибашевским райвоенкоматом Башкирской АССР. С июня 1941 года служил красноармейцем и командиром отделения связи в 142-м полку НКВД. На фронте Великой Отечественной войны с января 1942 года.
26 сентября 1943 года дивизия, где служил А. Ш. Ахметов получила приказ форсировать реку Днепр в районе села Сошиновка Верхнеднепровского района Днепропетровской области Украины. Ахметов А. Ш. с двумя бойцами взял катушки с кабелем и телефонные аппараты, в числе первых переправился через Днепр, одновременно навёл двойную линию в полтора километра, из них 600 метров по воде. Дав связь командиру 248-го стрелкового полка от наблюдательного пункта командира дивизии, тем самым дал возможность управлять боем. В ходе боя отважный связист исправил около 40 повреждений на линиях. Был тяжело контужен.
Звание Героя Советского Союза с вручением ордена Ленина и медали «Золотая Звезда» (№ 3551) Ахметову Абдулле Шангареевичу присвоено Указом Президиума Верховного Совета СССР от 22 февраля 1944 года
В 1945 году А. Ш. Ахметов закончил Киевское военное училище связи. В сентябре 1945 года старший лейтенант Ахметов А. Ш. уволен в запас. Окончил Уфимскую областную партийную школу, работал инспектором Министерства соцобеспечения, заместителем председателя Стерлибашевского райсовета депутатов, уполномоченным Министерства заготовок СССР, директором элеватора, заведующим отделом соцобеспечения.
Скончался 25 ноября 1995 года.

## Награды
- Медаль «Золотая Звезда» Героя Советского Союза (№ 3551)[2][3]
- Орден Ленина
- Орден Отечественной войны I степени (06.04.1985)[4]
- Орден Красной Звезды (27.10.1943)[5]
- Медали, в том числе:
  - Медаль «За победу над Германией в Великой Отечественной войне 1941—1945 гг.»
  - Юбилейная медаль «Двадцать лет Победы в Великой Отечественной войне 1941—1945 гг.»
  - Юбилейная медаль «Тридцать лет Победы в Великой Отечественной войне 1941—1945 гг.»
  - Юбилейная медаль «Сорок лет Победы в Великой Отечественной войне 1941—1945 гг.»

## Память
- Похоронен в селе Стерлибашево (Башкортостан).
- Именем Героя названы улицы в селе Стерлибашево и деревне Юмагузино.
- В селе Стерлибашево установлен памятник на аллее Героев.